# ギド・ペラ
- ギド・ページャ

ギド・ペラ（Guido Pella, スペイン語発音: [ˈɡiðo ˈpela]; 1990年5月17日 -）はアルゼンチン・バイアブランカ出身の男子プロテニス選手。ATPツアーでの優勝はシングルス1勝。自己最高ランキングはシングルス20位、ダブルス55位。身長183cm。左利き、バックハンド・ストロークは両手打ち。日本語では「ギド・ペリャ」「ギド・ページャ」「グイド・ペジャ」の表記もある。

## 選手経歴

### 2012年 チャレンジャー最終戦初優勝
2012年は全米オープン予選を通過し、グランドスラム本戦初出場を果たす。ATPチャレンジャーツアーでは3勝を挙げ、ATPチャレンジャーツアー・ファイナルでも優勝した。

### 2013年 グランドスラム初勝利
2013年全仏オープンでは1回戦でイワン・ドディグを4-6, 6-4, 6-3, 2-6, 12-10で破り、グランドスラム初勝利を挙げる。2回戦では世界ランク1位のノバク・ジョコビッチに2-6, 0-6, 2-6で敗れた。

### 2016年 ツアー初決勝進出
2016年全豪オープンでは1回戦でスティーブ・ダルシスを2-6, 3-6, 6-3, 7-5, 6-1で逆転勝ちした。2回戦ではフェリシアーノ・ロペスに6-7(2), 7-6(4), 6-7(3), 7-6(8), 4-6で敗れた。2月のリオ・オープンでは1回戦で第4シードのジョン・イスナーに7-6(5), 5-7, 7-6(8)で勝利すると、サンティアゴ・ヒラルド、ダニエル・ヒメノ＝トラベル、準決勝で第5シードのドミニク・ティームに6-1, 6-4で勝利し、自身初のツアー決勝進出を果たす。決勝ではパブロ・クエバスに4–6, 7–6(5), 4–6で敗れ、準優勝となった。3月21日には世界ランキング自己最高の39位になった。

### 2017年 ツアー2度の準優勝
2017年、BMWオープン準決勝で鄭現に勝利し決勝進出。アレクサンダー・ズベレフに敗れ準優勝となった。成都オープンでは2回戦で第1シードのティームをストレートで破り、その後準決勝に進出。準決勝ではマルコス・バグダティスに敗れた。

### 2018年 グランドスラム3回戦進出
2018年、カタール・エクソンモービル・オープンでは1回戦で第4シードアルベルト・ラモス＝ビノラスに勝利。準決勝に進出したもののアンドレイ・ルブレフに敗れた。ウィンブルドン選手権では2回戦で第3シードのマリン・チリッチに雨天順延から再開後に逆転勝利し、グランドスラムで初めて3回戦まで進出した。

### 2019年 ウィンブルドンベスト8 全仏ダブルスベスト4 ツアー初優勝
2019年は全仏オープンのダブルスで、ディエゴ・シュワルツマンとのペアでベスト4進出を果たす。ウィンブルドン選手権では、3回戦で前年準優勝のケビン・アンダーソンを6-4, 6-3, 7-6(4)で破ると、続く4回戦ではここ3年連続でベスト8以上の強豪ミロシュ・ラオニッチとの対戦を3-6, 4-6, 6-3, 7-6(3), 8-6と、2セットダウンからの逆転勝ちを収め、シングルスでグランドスラム初のベスト8進出を果たした。

### 2023年 現役引退
ペラは2023年の全米オープンが最後の試合となり、9月16日に自身のSNSで現役引退を表明した。

## ATPツアー決勝進出結果

### シングルス: 5回 (1勝4敗)
| 大会グレード                    |
| グランドスラム (0–0)            |
| ATPファイナルズ (0–0)           |
| ATPツアー・マスターズ1000 (0–0) |
| ATPツアー・500シリーズ (0–1)    |
| ATPツアー・250シリーズ (1–3)    |

| サーフェス別タイトル |
| ハード (0–0)         |
| クレー (1–4)         |
| 芝 (0–0)             |
| カーペット (0–0)     |

| 結果   | No. | 決勝日        | 大会             | サーフェス    | 対戦相手                     | スコア           |
| ------ | --- | ------------- | ---------------- | ------------- | ---------------------------- | ---------------- |
| 準優勝 | 1.  | 2016年2月21日 | リオデジャネイロ | クレー        | パブロ・クエバス             | 4–6, 7–6(5), 4–6 |
| 準優勝 | 2.  | 2017年5月7日  | ミュンヘン       | クレー        | アレクサンダー・ズベレフ     | 4–6, 3–6         |
| 準優勝 | 3.  | 2018年7月22日 | ウマグ           | クレー        | マルコ・チェッキナート       | 2–6, 6–7(4)      |
| 準優勝 | 4.  | 2019年2月10日 | コルドバ         | クレー        | フアン・イグナシオ・ロンデロ | 6–3, 5–7, 1–6    |
| 優勝   | 1.  | 2019年3月3日  | サンパウロ       | クレー (室内) | クリスチャン・ガリン         | 7–5, 6–3         |

### デビスカップ: 優勝 (1)
| 年     | アルゼンチンチーム | ラウンド/相手 |
| ------ | --- | --- |
| 2016年 | フアン・マルティン・デル・ポトロ フェデリコ・デルボニス ギド・ペラ レオナルド・マイエル フアン・モナコ カルロス・ベルロク レンソ・オリボ | 1R: ポーランド 2–3 アルゼンチン QF: イタリア 1–3 アルゼンチン SF: イギリス 2–3 アルゼンチン FN: クロアチア 2–3 アルゼンチン |

## シングルス成績
略語の説明
| W | F | SF | QF | #R | RR | Q# | LQ | A | Z# | PO | G | S | B | NMS | P | NH |

W=優勝, F=準優勝, SF=ベスト4, QF=ベスト8, #R=#回戦敗退, RR=ラウンドロビン敗退, Q#=予選#回戦敗退, LQ=予選敗退, A=大会不参加, Z#=デビスカップ/BJKカップ地域ゾーン, PO=デビスカップ/BJKカッププレーオフ, G=オリンピック金メダル, S=オリンピック銀メダル, B=オリンピック銅メダル, NMS=マスターズシリーズから降格, P=開催延期, NH=開催なし.
| 大会           | 2011 | 2012 | 2013 | 2014 | 2015 | 2016 | 2017 | 2018 | 2019 | 2020 | 2021 | 2022 | 2023 | 通算成績 |
| -------------- | ---- | ---- | ---- | ---- | ---- | ---- | ---- | ---- | ---- | ---- | ---- | ---- | ---- | -------- |
| 全豪オープン   | A    | A    | 1R   | A    | A    | 2R   | 1R   | 1R   | 1R   | 3R   | 1R   | A    | 1R   | 3–8      |
| 全仏オープン   | A    | LQ   | 2R   | LQ   | LQ   | 2R   | 1R   | 2R   | 2R   | 2R   | 2R   | A    | 2R   | 7–8      |
| ウィンブルドン | A    | A    | 1R   | A    | LQ   | 1R   | A    | 3R   | QF   | NH   | 1R   | A    | 3R   | 8–6      |
| 全米オープン   | LQ   | 1R   | 1R   | LQ   | 1R   | 2R   | 2R   | 3R   | 1R   | 1R   | 2R   | A    | 1R   | 5–10     |

### 大会最高成績
| 大会                 | 成績 | 年        |
| -------------------- | ---- | --------- |
| ATPファイナルズ      | A    | 出場なし  |
| インディアンウェルズ | 3R   | 2016,2019 |
| マイアミ             | 3R   | 2017      |
| モンテカルロ         | QF   | 2019      |
| マドリード           | 2R   | 2019      |
| ローマ               | 2R   | 2023      |
| カナダ               | 3R   | 2019      |
| シンシナティ         | 3R   | 2021      |
| 上海                 | 1R   | 2016,2019 |
| パリ                 | 1R   | 2016      |
| オリンピック         | 1R   | 2016      |
| デビスカップ         | W    | 2016      |
| ATPカップ            | QF   | 2020      |